# Victoria sur le parc
Le Victoria sur le parc est un gratte-ciel de Montréal, Québec dont la construction s'est achevée en 2023.
Construit par Broccolini, il compte 58 étages et 200 mètres de haut. Il est situé à côté de la Place Banque Nationale (800 Saint-Jacques), également construit par Broccolini,,. 
Il est d'usage mixte : à la fois commercial (700 Saint-Jacques) et résidentiel (720 Saint-Jacques).
Le podium de 10 étages a été acheté par la Banque Nationale du Canada.
La tour résidentielle est offerte en vente selon la formule de copropriété.
Il semble intégrer la façade d'un ancien édifice mais ce n'est qu'une citation architecturale rappelant l'édifice voisin, le 628 Saint-Jacques qui lui intègre la façade la Dominion Guarantee Co.